# Vectrix

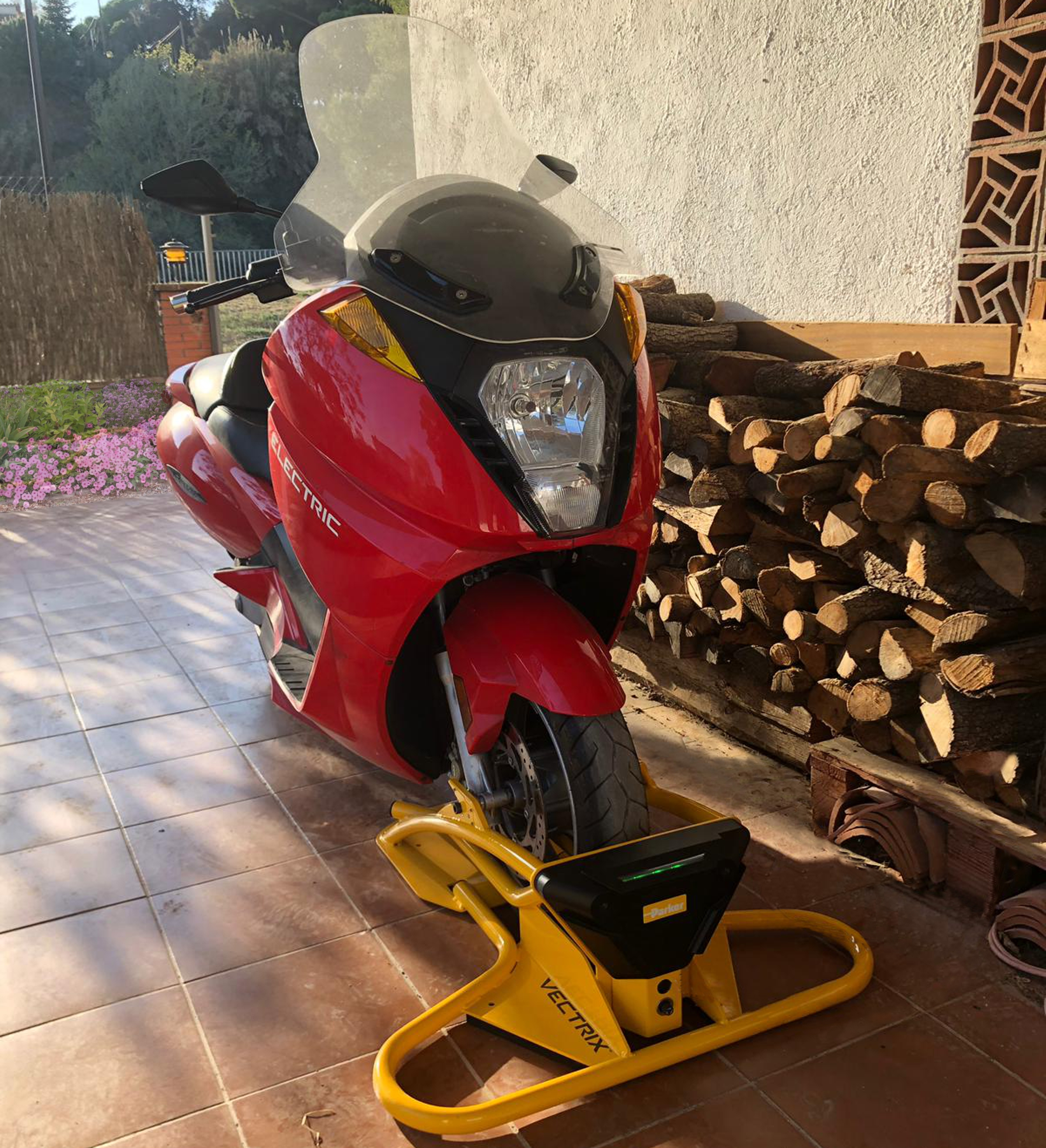
Una Vectrix 2019 cargando en su base

Vectrix es una compañía de vehículos eléctricos y motocicletas derivada de la Lockhed Martin, que se estableció en 2003 Middletown, Rhode Island, Estados Unidos, con locales de investigación y desarrollo en New Bedford (Massachusetts). Actualmente la sede y la fábrica donde se ensamblan sus vehículos está ubicada Breslavia, Polonia.

## Scooters
El Vectrix VX1 es un scooter de tamaño Maxi y es el primer scooter eléctrico de altas prestaciones disponible en el mercado. 
Tiene una potencia nominal de 11kW (carnet de conducir B), con una potencia punta de 30+kW (40 Cv) Puede ir a 77 mph (124 km/h) y los modelos fabricados en 2019 tienen una autonomía de hasta 240 km a 80 km/h. 

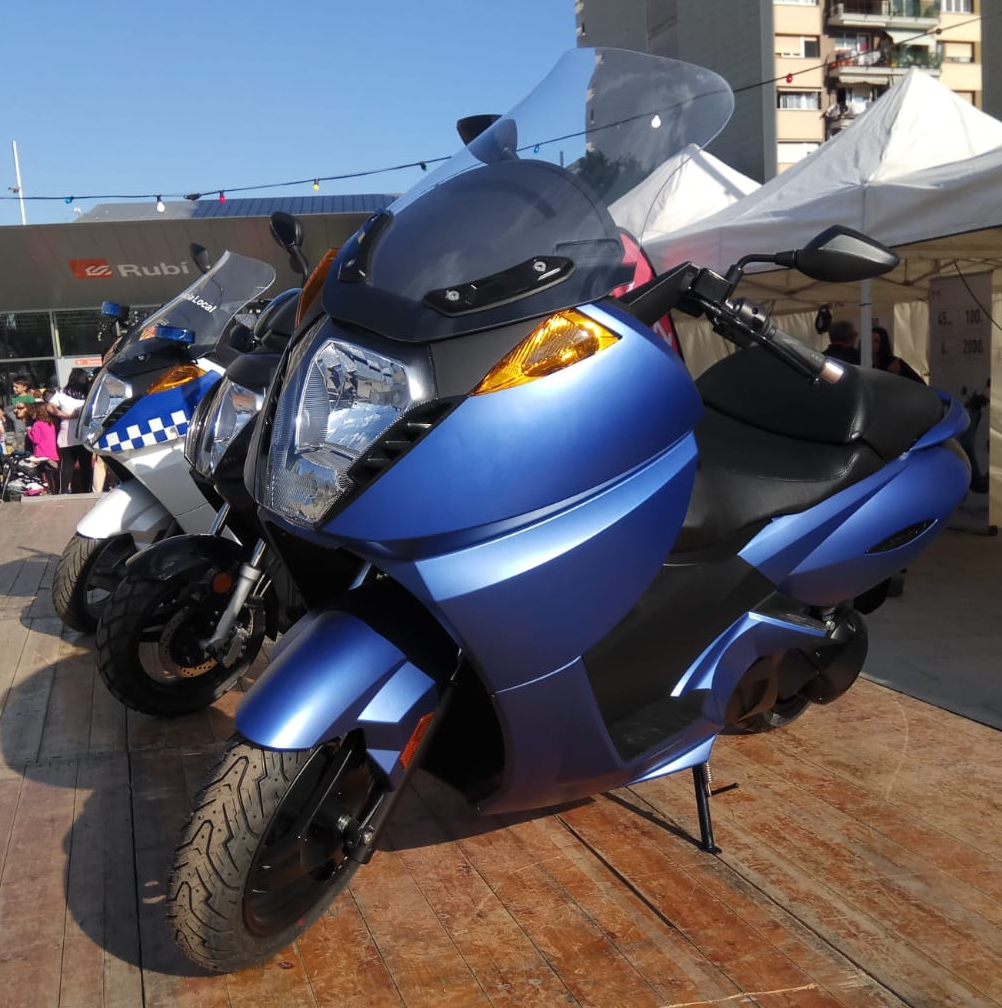
Una vectrix 2019 en la fira de Rubí del vehicle eléctrico

Las primeras unidades VX1 vendidas a principios de 2007 utilizaban baterías de 30Ah de Batería de níquel metal-hidruro. Las perdidas por calentamiento interno del Ni-MH, agravado por la ausencia de una sofisticada electrónica de control mermaron la capacidad efectiva a unos 20Ah, que permitían una escasa autonomía real cercana a 50 km a 80 Kmh.
En 2010 se incorporaron baterías de LiFePO de 30Ah y 42Ah. que elevaron la autonomía real a 45 millas (72 km) y 65 millas (105 km) respectivamente.

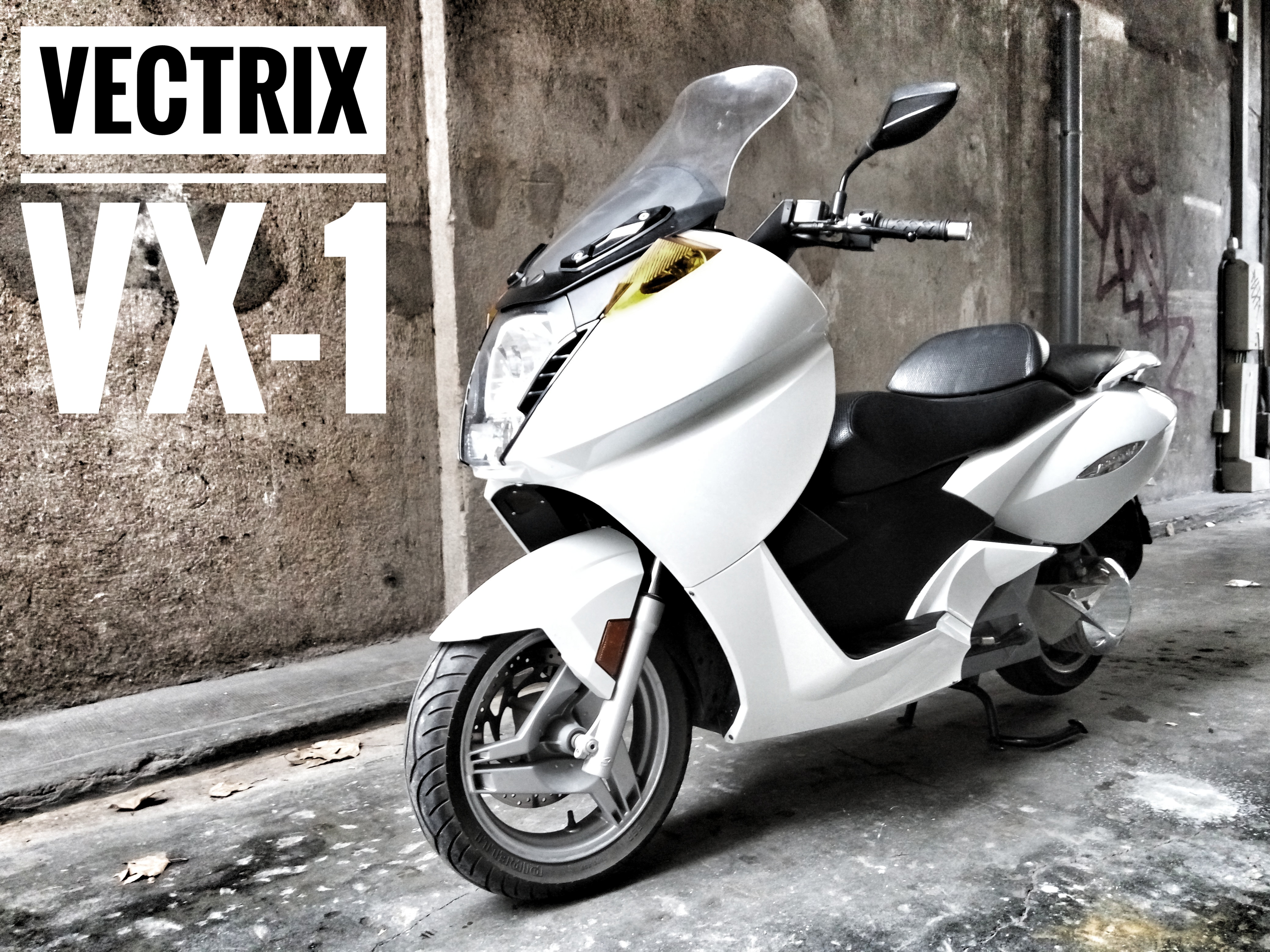

Las nuevas unidades fabricadas en 2019 incorporan nuevas baterías de alta densidad de grado aumotmotivo (hasta 108Ah/14,4kwh, +240 km de autonomía), una sofisticada electrónica de control de 5a generación (BMS) con balanceo activo, nuevos cargadores compactos marca TC de 3,3kw y 6,6kw, con posibilidad de sumar otros 6,6kw externos (6,6kw+6,6kw= recarga al 80% en menos de una hora), además de control electrónico de tracción. La potencia de carga se puede cambiar desde los mandos de la moto (300-6600W), así como el estado de carga máximo. 
El chasis fabricado íntegramente en aluminio, los componentes de magnesio, frenos Brembo serie ORO de doble pistón con frenada combinada, amortiguadores Sachs, llantas de aleación ligera, más la suspensión Marzocchi rubrican una obra de ingeniería de extraordinaria calidad, única en el mercado.
Existió una variante denominada VX3, con doble rueda en el tren delantero.
El scooter Vx2, más ligero y compacto, con doble batería extraíble de 2,25+2,25 kWh, controlador Sevcon y cargador TC de alta potencia (1,8 kW= recarga 80% en una hora), completa la gama.
A finales 2021 está planificado entrar en producción la VT-1, un scooter de aspecto moderno caracterizado por rueda alta y plataforma plana.